# Yamanashi (thành phố)
Yamanashi (tiếng Nhật: 山梨市, đọc là Da-ma-na-xi) là một thành phố thuộc tỉnh Yamanashi của Nhật Bản.